# Владислав Зінкевич
Владислав Зінкевич (нар. 30 березня 1997, Володимир) — український телеведучий, медійник, продюсер «Суспільне Дніпро» (2020-2022) АТ «НСТУ». Програмний директор Премії імені Георгія Ґонґадзе. Живе і працює в Києві. Шеф-редактор редакції ранкового мовлення на телеканалі "Перший", ранкового телешоу "Перше шоу" на телеканалі "Суспільне культура".

## Біографія
Народився 30 березня 1997 року в місті Володимир (Волинська область). Працював на обласному державному телеканалі "Нова Волинь" (Волинська ОДТРК), який потім був перетворений у Суспільне Луцьк. Був ведучим ранкової передачі "Ранок Нової Волині" (2016-2020). У 2020 після перезапуску телепередачі проект припинив існування. 
У 2019 став співпродюсером та ведучим телевізійної версії фестивалю "Бандерштат". 
У 2020 запустив ютуб проект "Через ліжко", у якому взяла участь переможниця проекту "Холостяк" Іванна Гончарук. 
У 2020 році був обраний продюсером філії АТ "НСТУ" у Дніпрі. 
У 2021 році був ведучим телеверсії фестивалю "Бандерштат" разом з Сергієм Ткачуком. 
У 2022 році перейшов до центрального офісу Національна суспільна телерадіокомпанія України. 

## Освіта
Здобув юридичну освіту у Східноєвропейському національному університеті імені Лесі Українки. 

## Цікаві факти
- 2019 — був тренером студентської "Ліги сміху" у м. Луцьк. [13]
- 2020 — був організатором концертів на балконі будинку під час карантину. [14]
- 2022 — допоміг здійснити мрію незрячої школярки стати телеведучою. [15][16]
- Вважає, що після перемоги у російсько-українській війні українцям доведеться все одно воювати. [17]
- Розвінчував міфи про Стамбульську конвенцію. [18]

## Спецпроєкти
Став продюсером аудіогіда для Музею-садиби Дмитра Яворницького Дніпропетровського національного історичного музею. 
Продюсер телеконцерту "Різдво на Суспільному". 
Продюсер телеверсії фестивалю "Джаз на Дніпрі" на телеканалах Суспільного. 
Продюсер радіотрансляції на Українському радіо Всеукраїнських ветеранських змагань "Ігри Нескорених". 
Продюсер теле-, діджитал версії IV Міжнародного книжкового фестивалю Book Space. 
Продюсер документального проекту про становлення радіо Дніпропетровщини. 
Співпродюсер документального проекту на Суспільному про каральну психіатрію "Діагноз: Вільні". 